# Sociedade Esportiva Nacional
A Sociedade Esportiva Nacional é um clube brasileiro de futebol, da cidade de Santa Inês, no estado do Maranhão. Suas cores são azul, amarelo e branco.

## Títulos

### Estaduais
- Vice-Campeonato Maranhense da Segunda Divisão: 2006.

## Principais jogadores
- Célio da Silva

## Desempenho em Competiçoes

### Campeonato Maranhense - 1ª divisão
| Ano  | Posição        |
| 2007 | 8º             |
| 2008 | 6º             |
| 2009 | 3º             |
| 2010 | 7º             |
| 2011 | 10º (Lanterna) |

### Campeonato Maranhense - 2ª divisão
| Ano  | Posição                    |
| 2002 | 3º                         |
| 2004 | 3º (Lanterna)              |
| 2005 | 5º (Lanterna)              |
| 2006 | (Vice-Campeão e Promovido) |

### Taça Cidade de São Luís
| Ano  | Posição       |
| 2007 | 8º (Lanterna) |